# 気分はもう戦争
『気分はもう戦争』（きぶんはもうせんそう）は、矢作俊彦（原作）・大友克洋による日本の漫画。『漫画アクション』（双葉社）に連載され、アクションコミックスで単行本全1巻が発行されたが、初版（初刷）とその後の版（刷）では台詞の差違が見られる。1982年、第13回星雲賞コミック部門を受賞。
1980年当時に入手できる軍事情報を駆使して、現実的でありながら、荒唐無稽な戦争を描いている。「日本の場面」では、作中に戯画化された作者両名が登場し、また当時流行していた雑誌「POPEYE」のパロディが挿入されるなど、喜劇的な面もうかがえる。
なお、2002年には矢作の原作、藤原カムイの作画で、続編『気分はもう戦争2.1』が発表されているが、ストーリーは途中で中断している。2019年には『漫画アクション』にて、17ページの新作短編『気分はもう戦争3（だったかも知れない）』（矢作俊彦＋大友克洋）が2019年No.9（5/7号）に掲載された。
また、2006年から、小説版「気分はもう戦争」が、有限会社悠々社が管理する矢作の公式サイトに公開され始めたものの、第2章までで執筆が止まっている。また、2006年に矢作本人から映画化が予定されている旨のコメントがなされたが、その後具体的な動きはない。

## ストーリー
架空の中ソ戦争を軸に、日本人とアメリカ人の義勇兵三人組がアフガニスタンから東方を目指す従軍記を描いたメインストーリーと、オムニバス形式で様々な日本国民が「戦争」に直面して動揺するエピソードを描くショートストーリーを交互に織り交ぜた形式をとる。
「1980年4月14日」ソ連軍が中国領内に侵攻して中ソ戦争が勃発。思うところあって、アフガン戦争からこの中ソ戦争へ乗り換えた三人の義勇兵、アメリカ人の「ボゥイ」、日本人の「ハチマキ」と「めがね」。三人は様々な障害を乗り越えながら、自分達の戦争であるところの東方(より日本に近い戦場)を目指す。物語の最後では中ソが停戦し、ハチマキら三人組は新たな戦場を求め、上海から貨物船に便乗してアフリカ大陸へと向かう。

## 主な登場人物
ハチマキ
日の丸鉢巻を頭に巻いた日本人。国士舘大学付属高校土木工学科卒の右翼青年。レバノンの鉱山で働いていたが、アフガニスタンに流れて反共ゲリラ「ヘズビ・イスラミ」に入って戦っていた。中ソ戦争が勃発した話を聞いて参戦を決意するも、中央アジア、西域地方ではなく満州地域(より日本に近い戦場の意味)で戦うことを望み、徒歩で中国横断することを目指す。
武器は日本刀「菊一文字(自称)」。銃器はガリル突撃銃だったが、途中から56式自動歩槍に持ち替えた。
めがね
ハチマキの仲間で同じく日本人だが、こちらは左翼の過激派上がり。横浜市立大学水産学部中退。左翼というものの、無意識にソ連や共産主義を批判するような発言も目立ち、必ずしも原理思想派ではない。昔の歌謡曲を口ずさむ癖がある。ハチマキに流される形で中ソ戦争に参加する。
丸眼鏡を掛けてヘルメットを愛用。愛銃はAK-47。他に火炎瓶や爆弾三勇士の様な、アンパン地雷付きの棒も使用した事がある。
ボゥイ
ニューヨーク・ヤンキースのヘルメットを被ったアメリカ白人で自称ガンマン。前職は会計士で、ベイルート旅行中にパスポートを盗まれてしまう。その後の経緯は不明だが、ハチマキ達と共にアフガンで戦っていた。中ソ停戦後の上海では車の板ばねを加工して、ハチマキが失った刀の代用品を作るなど、手先は器用(ただし日本車の板ばねだったためか、一度の戦闘で曲がった)。
愛銃はM60機関銃だったが、途中で弾切れを起こして、56式自動歩槍に持ち替えた。
ハフィブラシィン
第3話に登場。伝染病に侵されたガンダル村に住む医者だが、ソ連邦イスラム分離主義の理論指導者でもある。
伝染病におかされた村へワクチンを運ぶ帰路、ハチマキら三人組と遭遇。三人組は成り行きでガンダル村を占拠するソ連軍戦車部隊の排除に乗り出す。
宗玄将
第7話より登場。林彪と共に左遷された中国人民解放軍の高級将校で、再起を図って林彪の遺骸を所持して潜伏。情報途絶のため世界情勢が判らず、まだ毛沢東が政権を握っていると思い込んでいる。
三人組が乗った車を廃品寸前の野砲で砲撃し、捕えためがねを毛沢東の警備責任者だった汪東興が送り込んだ特務工作員ではないかと詰問するが、救いに駆け付けたハチマキとボウィに制圧される。中ソ戦争が勃発したことを知り、毛沢東を倒すため「北京への進撃」を三人組に命令する。自称、大将軍。
清文人
第11話に登場。人民解放軍核ミサイル基地の司令官。かつて宗玄将の部下であったが、軍需物資の横流しを告発して宗玄将を陥れた過去を持ち、再会時に盛大な罵り合いを演じる。
ソ連軍の攻撃により味方との通信が途絶する中、部下達から核攻撃を促されるが、北京からの正式命令を待ち続ける。基地に来襲したソ連特殊部隊「レイドビキ」の指揮官から、中ソ停戦がなったことを知らされ、思わず（うっかり）核ミサイルの発射ボタンを押してしまう。

## 書誌情報
- 矢作俊彦・大友克洋[6]　『気分はもう戦争』双葉社
  1. 初版発行、1982年1月24日 雑誌50115-05
- 矢作俊彦・大友克洋『気分はもう戦争 新装版』角川書店
  1. 初版発行、2000年12月25日